# Jüdische Gemeinde Mittelbronn

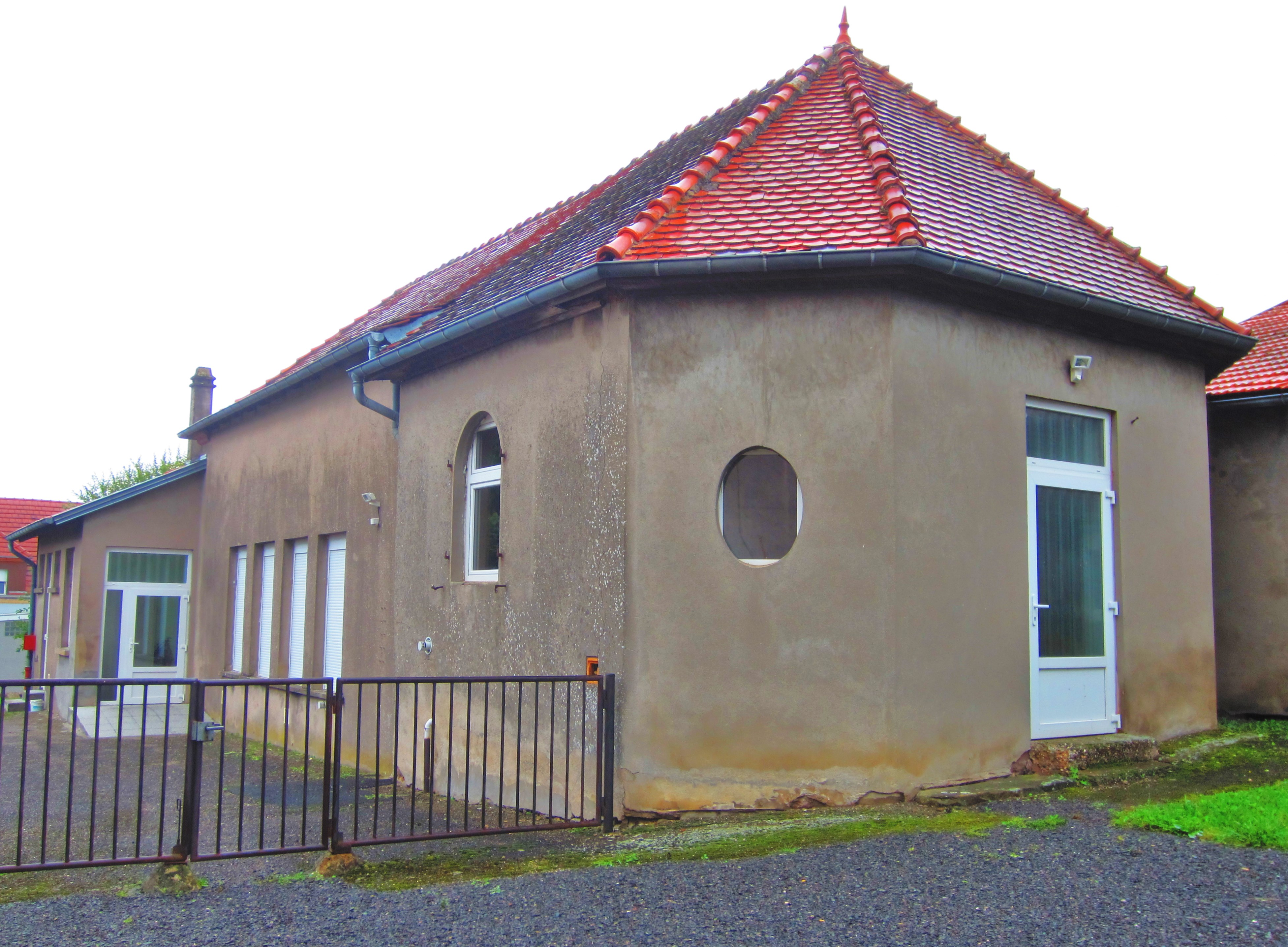
Ehemalige Synagoge in Mittelbronn

Eine Jüdische Gemeinde in Mittelbronn, einer französischen Gemeinde im Département Moselle in Lothringen, entstand im 18. Jahrhundert.

## Geschichte
Die jüdische Gemeinde Mittelbronn besaß seit 1775 eine Synagoge. Diese wurde bis 1935 für den Gottesdienst genutzt und dann an die politische Gemeinde verkauft. Heute befindet sich in dem Gebäude eine Schule. Die jüdische Gemeinde gehörte ab 1808 zum israelitischen Konsistorialbezirk Metz.